# Международная научная конференция STRANN
Международная научная конференция STRANN (STRANN - 2009, STRANN - 2011, STRANN - 2012, STRANN - 2014, STRANN - 2016; от англ. State-of-the-art Trends of scientific Research of Artificial and Natural Nanoobjects, Современные тенденции научных исследований нанообъектов искусственного и природного происхождения) берет своё начало в 2009 году. Целью конференции является создание форума для объединения усилий ученых разных областей науки, таких как физика, химия, биотехнологии, науки о материалах, микроскопии, которых объединяют задачи изучения особенностей свойств нанообъектов и разработки соответствующих технологий. Обмен опытом и обсуждение результатов учеными, специалистами и экспертами призваны помочь лучше понять нетривиальные аспекты изучения микро- и наноразмерных объектов и современные существующие и зарождающиеся на стыке наук новейшие тренды и методики, которые могут позволить преодолеть существующие и ожидаемые в будущем трудности. Программа конференции включает в себя доклады приглашенных экспертов ведущих мировых научно-исследовательских центров, устные и стендовые доклады, представляющие оригинальные результаты. Избранные статьи из всех принятых докладов публикуются в международном рецензируемом научном журнале.

## Общая информация
Международная научная конференция STRANN проходила в 2009, 2011, 2012, 2014 и 2016 году. В 2014 году международная научная конференция STRANN вошла в число научных мероприятий, проводившихся в рамках года науки Россия-ЕС 2014.
Официальный сайт конференции.
Организаторами конференции являются:
- Санкт-Петербургский Государственный Университет
- Университет ИТМО
- Компания ОПТЭК

Конференция STRANN включена в список всемирных научных событий Globaleventslist.
Международная научная конференция STRANN проходит в Доме Ученых РАН им. Горького. Дом ученых им. Горького расположен в бывшем дворце Великого князя Владимира Александровича в центре Санкт Петербурга на Дворцовой набережной.
Конференция сопровождается дискуссиями, обменом мнениями также и непосредственно в центрах нанотехнологий, таких как МРЦ. Такой подход, в котором участники конференции имеют возможность делиться опытом и мнениями в среде современных экспериментальных лабораторий высокого уровня, позволил зародить множество новых идей и осуществить ряд успешных совместных проектов между учеными разных городов и стран.
Рабочий язык конференции: английский язык.
В 2014 году партнером конференции стал авторитетный международный научный реферируемый журнал в области нанотехнологий Beilstein Journal of Nanotechnology (Thomson Reuters Journal Citation Reports Impact factor 2012: 2,374) Реферируемый журнал, индексирующийся в научных поисковых системах SCOPUS, WEB of Science, пр.
С 2016 году конференция начала официально сотрудничать с AIP с намерением выпуска сборника докладов конференции STRANN (рецензируемого сборника) в AIP Conference Proceedings.
К настоящему времени в международной научной конференции STRANN приняли участие ведущие ученые в области нанотехнологий из России, Беларуси, Германии, США, Великобритании, Франции, Нидерландов,  Швейцарии, Финляндии, Израиля,Сингапура, Китая и Румынии.

## STRANN-2009
Конференция STRANN-2009 проводилась 3 декабря 2009 года. С анонсом конференции STRANN-2009 можно ознакомиться на портале physics-online (недоступная ссылка).

## STRANN-2011
В конференции STRANN-2011 приняли участие свыше 100 ученых. Как заявил один из авторов идеи проведения конференции STRANN, профессор, д.ф.-м.н. Олег Федорович Вывенко в интервью portalnano.ru: "На конференции мы собрали специалистов высокого класса, которые вместе не собираются: биологи обычно встречаются с биологами, физики — с физиками и т.п. А мы их пригласили на одну конференцию. Недавно я был в Британском консульстве и слушал два доклада, английского ученого и нашего. Один изучает китовый ус, а другой — рога лося, потому что по своим свойствам биологические композитные материалы настолько совершенны, что всё, что человек научился делать, не идет ни в какое сравнение с ними! То есть во много десятков раз хуже. И поэтому, если мы создадим условия, при которых физики и химики заинтересовались бы биологией, а биологи — физикой, эффект будет значительный. Может быть, кто-то сможет создать новые материалы, которые будут аналогичны природным.". С интервью Дэна Пикарда и Йоахима Любке касательно участия в конференции STRANN-2011 можно ознакомиться на сайте СПбГУ по следующей ссылке. Результаты конференции STRANN-2011 опубликованы на Федеральном интернет-портале portalnano.ru и портале Nano News Net.

## STRANN-2012
Конференция STRANN-2012 проводилась с 10 по 12 октября 2012 года. Итоги конференции STRANN-2012 опубликованы на порталах Nano News Net, Научная Россия, Баштехинформ.

## STRANN-2014
Конференция STRANN-2014 проводилась с 22 по 25 апреля в рамках года науки Россия-ЕС-2014. В STRANN-2014 приняло участие свыше 120 специалистов.
Приглашенные докладчики конференции STRANN-2014:
- Харальд Розе[12]. Технический университет Дармштадта. Развитие электронной микроскопии: разрешение от микрометра до суб-Ангстремного уровня.
- Сергей Рувимов[13][14], Университет Нотр-Дам. Просвечивающая электронная микроскопия наноструктур.
- Алексей Юрьевич Виноградов[15][16][17], Тольяттинский государственный университет. Комплексные инструментальные механические испытания с помощью сканирующего электронного микроскопа.
- Нина Анатольевна Касьяненко[18] Санкт-Петербургский Государственный Университет. Наноструктуры в ДНК. Современное состояние и перспективы.
- Дмитрий Владимирович Клинов[19][20],  Институт биоорганической химии им. академиков М.М. Шемякина и Ю.А. Овчинникова Российской академии наук. Высокроазрешающая сканирующая зондовая микроскопия биомолекул.
- Барак Лави[21][22], El-Mul Technology Ltd. Применение технологии WETSEM в материаловедении и в биотехнологиях.
- Андреас Шхертель[23], Carl Zeiss. Криогенная FIB-SEM микроскопия: Объемная визуализация клеточных ультраструктур в смоле и в нативных замороженных биологических образцах.
- Равиль Фаридович Фахруллин[24], Казанский федеральный университет. Гиперспектральная высокоразрешающая темнопольная микроскопия для визуализации клеток и нанотоксикологических исследований.
- Ченг Жигхай[25][26], Национальный нанотехнологический центр. Непосредственная визуализация атомных структуры молекул и низкоразмерных материалов методом атомно-силовой микроскопии.
- Марк Чауссидон[27], Национальный политехнический институт Лотарингии. Примеры использования высокоточных и высокоразрешающих методов ионного зондирования в науках о Земле.
- Армин Гольцхаузер[28][29]. Билефельдский Институт биофизики и нанонауки. Углеродные наномембраны (CNMs): двумерные функциональные материалы и их визуализация с помощью гелиевой ионной микроскопии (HIM).
- Георгий Эрнстович Цырлин[30][31][32] , Физико-технический институт имени А. Ф. Иоффе РАН.  Нанопроводники групп III-V: синтез, свойства и применение.
- Алексей Красавин[33][34][35], Кингс-колледж. Фотоника на наноуровне: от новых явлений к перспективам применения.
- Владимир Александрович Крупенин[36], МГУ. Наноструктуры на основе SOI для различных областей применения: одноэлектронные транзисторы, нанопроводники, биосенсоры.
- Алексей Валентинович Устинов[37][38], НИТУ МИСИС. Сверхпроводящие метаматериалы: снижение потерь до наноуровне.
- Юрий Ильич Латышев[39], Институт радиотехники и электроники РАН. Магнито-осцилляторы Ааронова — Бома на одиночных нанографитовых и графеновых структурах.
- Петер Гнаук[40], Carl Zeiss. Orion NanoFab: Расширение границ нанотехнологий.
- Поул Алкемейд[41][42]. Делфтский технический университет. . Сфокусированный гелиевый ионный пучок для обработки материалов в нанометровом масштабе.
- Свен Бауэрдик[43], Raith GmbH. Использование методов FIB в литография. Современный метод нанопроизводства с помощью сфокусированного пучка ионов Галлия.

В конференции STRANN-2014 приняли участие свыше 120 ученых. Итоги конференции STRANN-2014 опубликованы пресс-службой ИТМО, на портале Nano news net, а также на странице РВК.

## STRANN-2016
Конференция STRANN-2016 проводилась с 26 по 29 апреля 2016 года. Анонс конференции STRANN-2016 был опубликован рядом новостных и научных интернет-ресурсов. Поскольку 2015 год был отмечен ЮНЕСКО Международным годом света и световых технологий, то, продолжая мировую тенденцию, в программе конференции STRANN-2016 была отведена специальная секция, посвященная фотонике и наукам о свете.
Приглашенные докладчики конференции STRANN-2016:
- Клаус Буркхард[51], Институт естественных медицинских наук Университета Тюбингена.
- Петер Гнаук[40], Carl Zeiss.
- Андреас Йоханссон[52], Университет Йювяскюля.
- Эли Капон[53][54][55],  Федеральная политехническая школа Лозанны.
- Дмитрий Владимирович Клинов[20], Институт биоорганической химии им. академиков М.М. Шемякина и Ю.А. Овчинникова Российской академии наук.
- Александр Котляр[56][57], Тель-Авивский университет.
- Александр Легант, Nanoscribe GmbH[58].
- Сергей Владимирович Макаров[59], Университет ИТМО.
- Александр Минтаиров, Университет Нотр-Дам, Париж, Франция, Физико-технический институт имени А. Ф. Иоффе РАН.
- Сэмпф Керстин[60]. Институт керамических технологий сообщества Фраунгофера.
- Мария Чернышева[61], Институт фундаментальной электроники.

С подробностями конференции STRANN-2106 можно в  интервью с д.ф.-м. н.  А.О.Голубком, заведующим кафедрой нанотехнологий и материаловедения Университета ИТМО и публикации итогов от пресс-службы Университета ИТМО.